# Абгар V
А́бгар V (грец. Ἄβγαρος, Abgaros; ? — бл. 40), також Авгар (староцерк.-слов. Авгарь), — осроенський цар (4 до н. е. — 7, 13—40). Представник Абгарської династії, що керувала Остроеною. Правив зі столиці в Едесі, в Малій Азії. Відомий завдяки апокрифічному листуванню з Ісусом Христом, так званій Абгарській легенді. Навернувся з язичництва у християнство. Вшановується як святий у православній, сирійській та вірменській церквах. Зображений на вірменському драмі номіналом 100 тисяч. Прізвисько — Уккама («Чорний»).